# 미

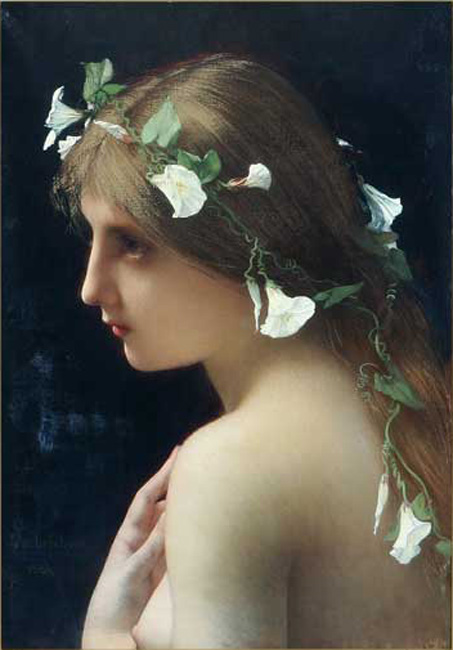

미(美, beauty) 또는 아름다움은 감각적인 기쁨이나 만족을 주는 대상의 특성으로, 마음을 끌어당기는 조화(調和, harmony)의 상태이다. 철학의 분야인 미학에서 자세히 연구되는 대상이다.
아름다움을 고유하게 정의하는 것은 어려우며, 자연의 사물 등에 대해 감각적으로 느끼는 소박한 인상으로부터, 예술 작품에 대해 갖는 감동의 감정, 혹은 인간의 행위의 윤리적 가치에 대한 평가에 이르기까지, 다양한 의미와 해석의 위상을 가지고 있다.

## 기준
- 객관주의: 아름다움의 기준이 '내' 밖에 있다.

플라톤의 이데아는 완벽한 관념적 아름다움(ideal beauty)을 추구했다.
- 주관주의: 아름다움의 기준이 '내' 안에 있다.

"Beauty is in the eye of the beholder."(아름다움은 바라보는 이의 눈 속에 있다)

## 같이 보기
- 미학
- 조화